# Крішнадеварая Тулува
Крішнадеварая Тулува (*ಶ್ರೀ ಕೃಷ್ಣ ದೇವರಾಯ, 17 січня 1471 —1529) — магараджахіраджа (цар царів) Віджаянагарської імперії у 1509—1529 роках, письменник, покровитель мистецтва та літератури.

## Життєпис
Походив з династії Тулува. Син фактичного правителя Нарасанаяки Тулуву, що керував державою у 1491—1503 роках. Ймовірно відзначився ще за правління свого зведеного брата Віри Нарасімхи, після смерті якого 1509 року зайняв трон імперії.
Спочатку Крішнадеварая придушив спротив феодалів у Майсурі. Потім розвернув свої війська проти Біджапура та Бахмані, а також фактично незалежного правителя Кулі Кутб-шаха. В результаті протягом 1509 року віджаянарцям вдалося перемогти усіх цих ворогів, захопити важливу долину Райчур. Крішнадеварая захопив ключові міста Гульбаргу та Бідар, що являли собою залишки Бахманідської держави. Сам султан Махмуд-шах став васалом Віджаянагару.
Водночас було укладено союз із Португалією проти Біджапурського султанату. Завдяки тиску Крішнадевараї на суходолі біджапурці не змогли завадити португальцям захопити й утримати місто Гоа. Португалець Паеш описує його як людину веселу, що любить посміятися.
Протягом 1510—1518 років магараджахіраджа воював проти династії Гуджапаті, що правила в Оріссі, а також проти її союзників. Війська Крішнадеварая перетнули річку Ґодаварі й вдерлися до самої Уткали (Орісси). Зрештою був підкорений південь Індостану, а кордони просунулися до річки Крішна. Мир між Віджаянагаром та Оріссою було підкріплено шлюбом Крішнадевараї з Аннапурнадеві Гуджапаті. В цей час султан Голконди Кулі Кутб-шах спробував відвоювати землі Віджаянагара в долині Крішни, проте зазнав невдачі. Після цих звитяг Крішнадеварая прийняв титул крішнарау макакау (цар царів, володар трьох морів й земель).
У 1520 році розпочалася нова війна між Біджапуром та Віджаянагарською імперією. 19 травня того ж року Крішнадеварая завдав нищівної поразки султанові Ісмаїл Аділ-шаху в битві при Райчурі, а згодом знищив велике місто Гульбаргу.
1524 року Крішнадеварая призначає співволодарем та спадкоємцем свого сина Тірумалараю, проте останній того ж року був отруєний сановниками. Після цього двір аграджахіраджі поринув у палацові інтриги. Втім на час свого панування Крішнадевараї вдалося їх припинити, але в 1529 році він раптово помирає.

## Культура
Був покровителем мистецтва та літератури. При його дворі жили численні поети, що творили мовою каннада, телугу, санскритом, тамільською. Сам був автором праць на санскриті — «Мадалаша Чаріті», «Сат'яваду Паріная і Расаманджарі», «Джамбаваті Кал'яна».